# Renáta Gorecká
Renáta Gorecká (* 31. července 1972 Český Těšín) je polská podnikatelka. V roce 1990 se stala vítězkou soutěže Miss Československo.

## Osobní život
Pochází z Českého Těšína, kde vystudovala obchodní akademii. V roce 1990 vyhrála soutěž Miss Československo, modeling ji však nikdy nelákal. Kvůli studiím na tamní Ekonomické univerzitě se odstěhovala do Krakova. Na škole se seznámila s Polákem Grzerorzem Gackem, za kterého se v roce 1997 provdala. Nejprve žili v Krakově, poté se přestěhovali do Varšavy. Mají spolu tři děti.
V Polsku Gorecká pracovala jako finanční kontrolorka. Od roku 1999 podniká v cestovním ruchu. S manželem vlastní několik hotelových komplexů. V roce 2004 se stala ředitelkou Českého centra ve Varšavě.